# Charles Engelhard
Charles William Engelhard (* 8. März 1867 in Hanau, Königreich Preußen; † 1. Dezember 1950 in Bernhardville, New Jersey) war ein deutschamerikanischer Industrieller.
1896 wanderte Charles Engelhard von Hanau in die USA aus und wurde dort ein führender Industrieller als Repräsentant des Heraeus-Konzerns. 1902 gründete er die Engelhard Corporation, ein Unternehmen zur Raffination von Platin, Gold und Silber, durch den Kauf der Charles F. Croselmire Company in Newark, New Jersey. 1904 kaufte er die Baker & Co., ein Unternehmen zur Verschmelzung und Raffination von Platin, das auch in Newark angesiedelt war. 1905 gründete er die Hanovia Chemical and Manufacturing Company mit Sitz in Newark. Die Engelhard Corporation wurde zum größten Verarbeiter von Edelmetallen und Metallen der Platingruppe.
Im Herbst 1947 besuchte er Hanau, wo ihm Oberbürgermeister Karl Rehbein den mit Datum vom 30. September 1947 versehenen Ehrenbürgerbrief überreichte.
Vor dem Zweiten Weltkrieg förderte er großzügig die Errichtung des Jugendheimes „Hanauer Haus“ in Rückersbach. Nach Kriegsende unterstützte er die notleidende Hanauer Bevölkerung mit gespendeten Lebensmittelpaketen und bezuschusste den Wiederaufbau des Kirchenraums der Wallonischen Kirche.
Nach dem Tod von Charles Engelhard erbte sein Sohn Charles W. Engelhard, Jr. das Familienunternehmen.